# James Knox Polk Hall

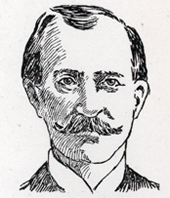
James Knox Polk Hall

James Knox Polk Hall (* 30. September 1844 in Milesburg, Centre County, Pennsylvania; † 5. Januar 1915 in Tampa, Florida) war ein US-amerikanischer Politiker. Zwischen 1899 und 1903 vertrat er den Bundesstaat Pennsylvania im US-Repräsentantenhaus.

## Werdegang
James Hall besuchte Schulen in Pittsburgh. Nach einem anschließenden Jurastudium und seiner 1866 erfolgten Zulassung als Rechtsanwalt begann er in diesem Beruf zu arbeiten. Von 1867 bis 1876 war er Bezirksstaatsanwalt im Elk County. Bis 1883 praktizierte er noch als Rechtsanwalt. Dann gab er diesen Beruf auf, um im Kohlegeschäft, in der Holzbranche und im Eisenbahnwesen zu arbeiten. Außerdem wurde er in der Bankenbranche tätig. Politisch war er Mitglied der Demokratischen Partei.
Bei den Kongresswahlen des Jahres 1898 wurde Hall im 28. Wahlbezirk von Pennsylvania in das US-Repräsentantenhaus in Washington, D.C. gewählt, wo er am 4. März 1899 die Nachfolge des Republikaners William Carlile Arnold antrat. Nach einer Wiederwahl konnte er bis zu seinem Rücktritt am 29. November 1902 fast zwei Legislaturperioden im Kongress absolvieren. Zwischen 1902 und 1914 gehörte Hall dem Senat von Pennsylvania an. Er starb am 5. Januar 1915 in Tampa und wurde in Ridgway beigesetzt.